# Islam Adel
Islam Adel (tiếng Ả Rập: إسلام عادل; sinh ngày 1 tháng 7 năm 1988) là một cầu thủ bóng đá người Ai Cập hiện tại thi đấu ở vị trí tiền vệ phòng ngự cho câu lạc bộ Ai Cập Raja CA. Năm 2016, Adel ký bản hợp đồng 3 năm cho Misr Lel-Makkasa theo dạng chuyển nhượng tự do khi hợp đồng với Wadi Degla đã hết hạn. Anh đá 3 trận với Makkasa ở Giải bóng đá ngoại hạng Ai Cập 2016–17, mùa giải họ về đích thứ 2. Trước đó anh thi đấu cho El-Entag El-Harby, Telephonat Beni Suef và Wadi Degla. Vào tháng 7 năm 2017, anh ký bản hợp đồng 2 năm cho Raja CA theo dạng chuyển nhượng tự do.